# Mimosa tenuiflora
Mimosa tenuiflora (Willd.) Poir. è una pianta sempreverde appartenente alla famiglia delle Fabacee, originaria dell'America centrale e meridionale.

## Descrizione

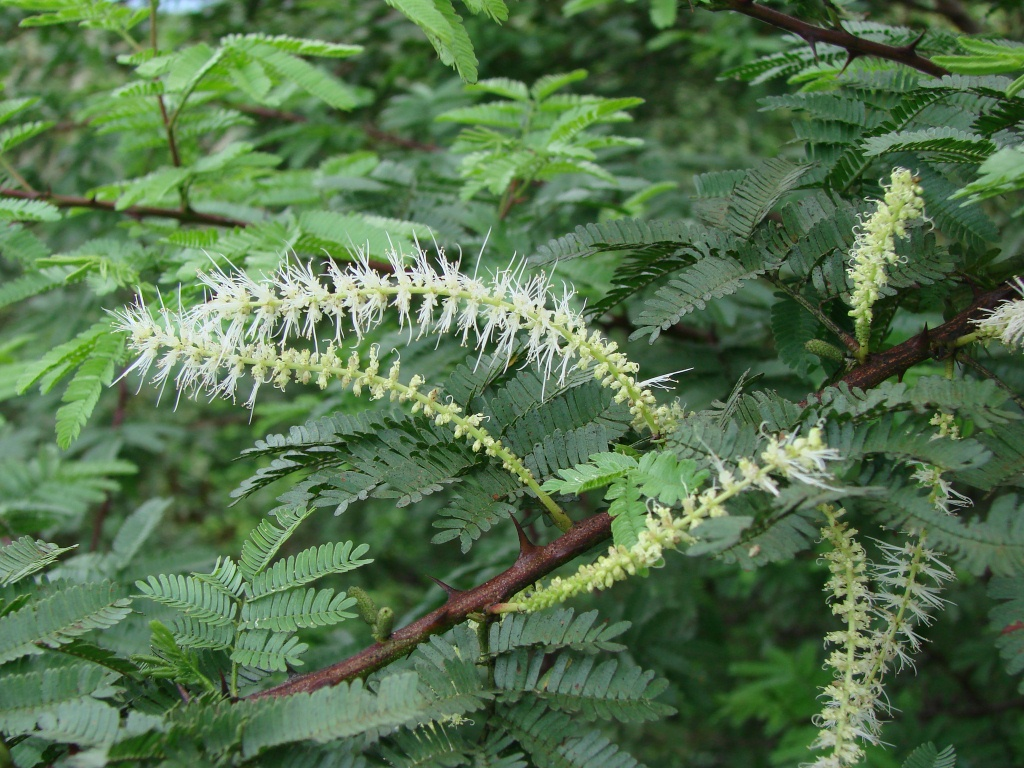
Infiorescenze

Si presenta come un albero alto fino a 8-10 metri di altezza.
Le foglie, finemente pinnate, crescono fino a 5 cm e contengono 15-30 paia di foglioline verde-brillanti da 5–6 mm.

## Distribuzione e habitat
La specie è presente in Messico, El Salvador, Honduras, Nicaragua, Panama, Colombia, Venezuela e Brasile.
Cresce dagli 800 ai 1000 metri di altitudine.

## Proprietà psicoattive
La corteccia e le radici di questa pianta contengono DMT in percentuali variabili da 0.40% a 1.00%.
Nel 2005 nella corteccia è stata rintracciata la presenza di yuremamina.

## Usi
Per via delle sue proprietà può essere usata per la preparazione del decotto psichedelico e curativo ayahuasca, oppure, una volta essiccata, se ne può estrarre il principio attivo tramite l'uso di solventi. Le sue proprietà allucinogene sono state utilizzate come rimedio per la depressione e lo stress post-traumatico.
Per via delle sue proprietà cicatrizzanti è detta anche Albero della pelle e viene utilizzata in Mesoamerica come trattamento delle ustioni e delle ulcere (Tepezcohuite).
I principi attivi si ricavano dalla corteccia degli alberi che hanno raggiunto i sei anni d'età; la composizione chimica, dalle spiccate proprietà rigeneratrici del tessuto epidermico, in caso di ferite, cicatrici ancora rosse, contiene: bioflavonoidi, sostanze chimiche anti-radicali liberi; tannini, che aumentano l'impermeabilità della pelle; oligoelementi, indispensabili nei processi biochimici delle funzioni cellulari. È utilizzata per le notevoli capacità cicatrizzanti, rigeneranti, riparatrici e protettive.